# Lammbringa

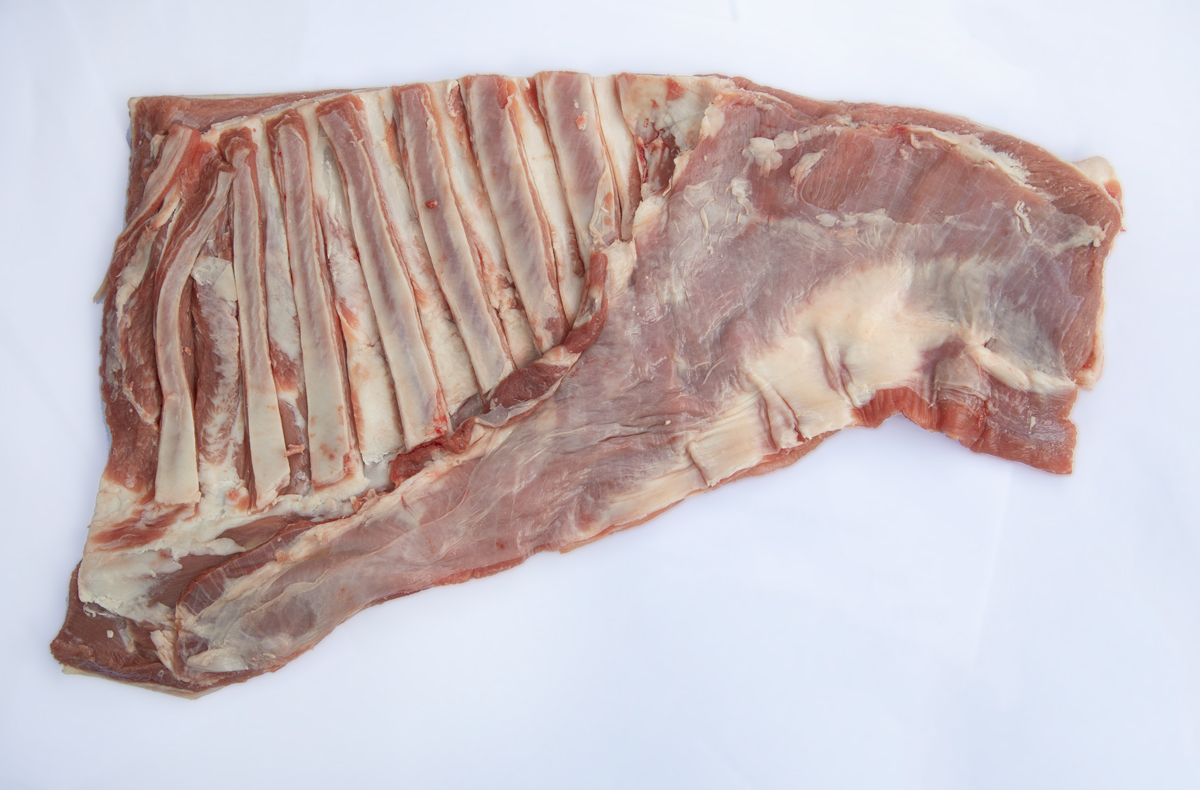
Bringa av lamm

Lammbringan är djurets bröstmuskulatur. Det består av flera muskellager och fett, och behöver lång tillagningstid. Liksom andra styckdetaljer från lammframdel är det lämpligt som grytkött och tillagas med fördel i långkok. Fetthalten är omkring 17 procent.
När styckningsdelen säljs med ben innefattar den även lammbogen. Som portionsstorlek beräknas cirka 200 g kött med ben, eller 100-125 g utan ben.